# Йозеф Кристиан Франц Гогенлоэ-Вальденбург-Бартенштейнский
Йозеф Кристиан Франц Гогенлоэ-Вальденбург-Бартенштейнский (нем. Joseph Christian Franz zu Hohenlohe-Waldenburg-Bartenstein; 6 ноября 1740, замок Бартенштейн, княжество Гогенлоэ-Бартенштейн — 21 января 1817, Яуэрниг, Австрийская империя (ныне — Яворник, Чехия)) — князь-епископ Бреслау (современный Вроцлав) в 1795–1817 годах.

## Биография
Родился в 1740 году. Выходец из католической ветви рода Гогенлоэ. Сын графа (с 1744 года — князя) Карла Филиппа Гогенлоэ-Бартенштейнского (1702—1763) и его жены Софии Фридерики, урождённой принцессы Гессен-Гомбургской (1714–1777), внучки известного бранденбургского (прусского) генерала, ландграфа Фридриха Гессен-Гомбургского.
Младший брат владетельного князя Людвига Карла Франца Леопольда Гогенлоэ-Вальденбург-Бартенштейнского (1731—1799), дядя маршала Франции Людвига Алоизия Гогенлоэ (1765—1829).
Поскольку отец Йозефа Кристиана, владетельный князь Карл Филипп издал закон о примогенитуре, согласно которому унаследовать все его владения должен был старший сын, Йозеф Кристиан избрал для себя духовную карьеру: служил каноником в Кёльне, Страсбурге и Зальцбурге, пока в 1781 году, по рекомендации прусского короля Фридриха II, не стал каноником в Бреслау. В 1789 году в Страсбурге он был хиротонисан в викарные епископы (епископы-суффраганы), а в 1795 году занял кафедру князя—епископа Бреслау и оставался на ней более двадцати лет.
За время епископства Йозефа Гогенлоэ, епископская резиденция в Бреслау после пожара была перестроена в стиле классицизма. В 1801 году он основал Школьную комиссию Бреслау — правительственный орган, надзиравший за качеством образования в княжестве.
В результате Второго и Третьего разделов Польши, архиепархия Бреслау была расширена за счёт польских территорий и в 1801 году и включила в себя город Ченстохову, известный своим монастырём и святыней. Однако, в результате поражения в битве при Йене и Ауэрштедте (1806) в ходе так называемой Войны четвёртой коалиции (входила в состав Наполеоновских войн) и заключения последовавшего за этим Тильзитского мира, Пруссия утратила не так давно приобретённую территорию. Венский конгресс (1814—1815) закрепил утрату Пруссией этой территории, после чего в 1818 году она была окончательно отделена от архиепархии Бреслау.
В 1810 году в Пруссии была проведена секуляризация, в результате которой епископ Йозеф Гогенлоэ и члены капитула потеряли до 90% своего недвижимого имущества, находившегося на прусской территории. Исключение было сделано только для монастырей, где велась интенсивная монашеская жизнь или располагались католические школы. Имущество в австрийской части епархии оставалось во владении князя-епископа. Вероятно, поэтому после смерти Йозефа похоронили в склепе на кладбище в Яуэрниге (ныне — Яворник, Чехия), остававшегося на территории католической Австрии, а не в Бреслау, который входил в состав преимущественно протестантской Пруссии.

## Награды[2]
- Орден Феникса (Гогенлоэ)
- Орден Красного Орла (1798,[3] королевство Пруссия)
- Орден Чёрного Орла (1804,[4] королевство Пруссия)
- Большой крест ордена Карла III (Испания)